# Stenella frontalis
La stenella maculata atlantica (Stenella frontalis, Cuvier, 1829) è un Cetaceo Odontoceto appartenente alla famiglia dei Delfinidi. Si riscontra principalmente lungo la Corrente del Golfo dell'Oceano Atlantico settentrionale, sebbene vi siano stati dei rari avvistamenti nel mar Mediterraneo, lungo le coste della Spagna. Gli individui più anziani della specie hanno una caratteristica colorazione maculata su tutto il corpo. Le macchie mancano negli individui più giovani.

## Distribuzione

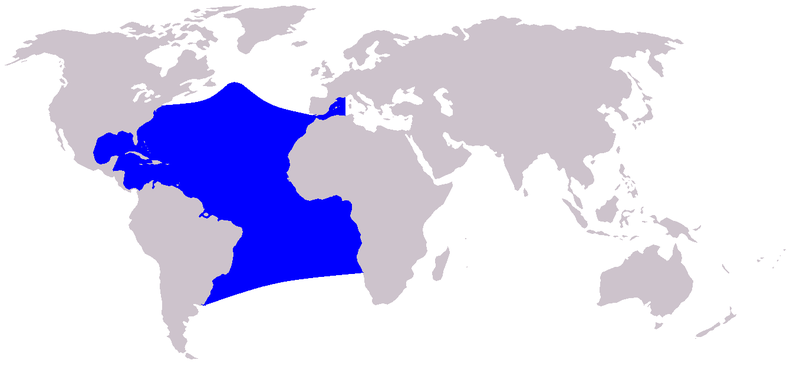
Areale della Stenella frontalis

La specie è endemica delle aree temperate e tropicali dell'Oceano Atlantico fino a 48°N e a 24° S È stata osservata all'estremità occidentale della Corrente del Golfo, tra la Florida e le Bermude, ed è presente anche nel Golfo del Messico. Avvistamenti meno frequenti sono stati fatti più ad est, al largo delle Azzorre e delle Canarie, a Cape Cod e lungo le coste sud-occidentali della Spagna. Altri avvistamenti si sono avuti in Brasile e in Africa occidentale, sebbene poco si sappia su queste popolazioni.
L'Areale di questi delfini è parzialmente sovrapposto con quello dei tursiopi (Tursiops truncatus) e della stenella maculata pantropicale (Stenella attenuata)

## Morfologia

Paragone tra le dimensioni dell'uomo e quelle della stenella

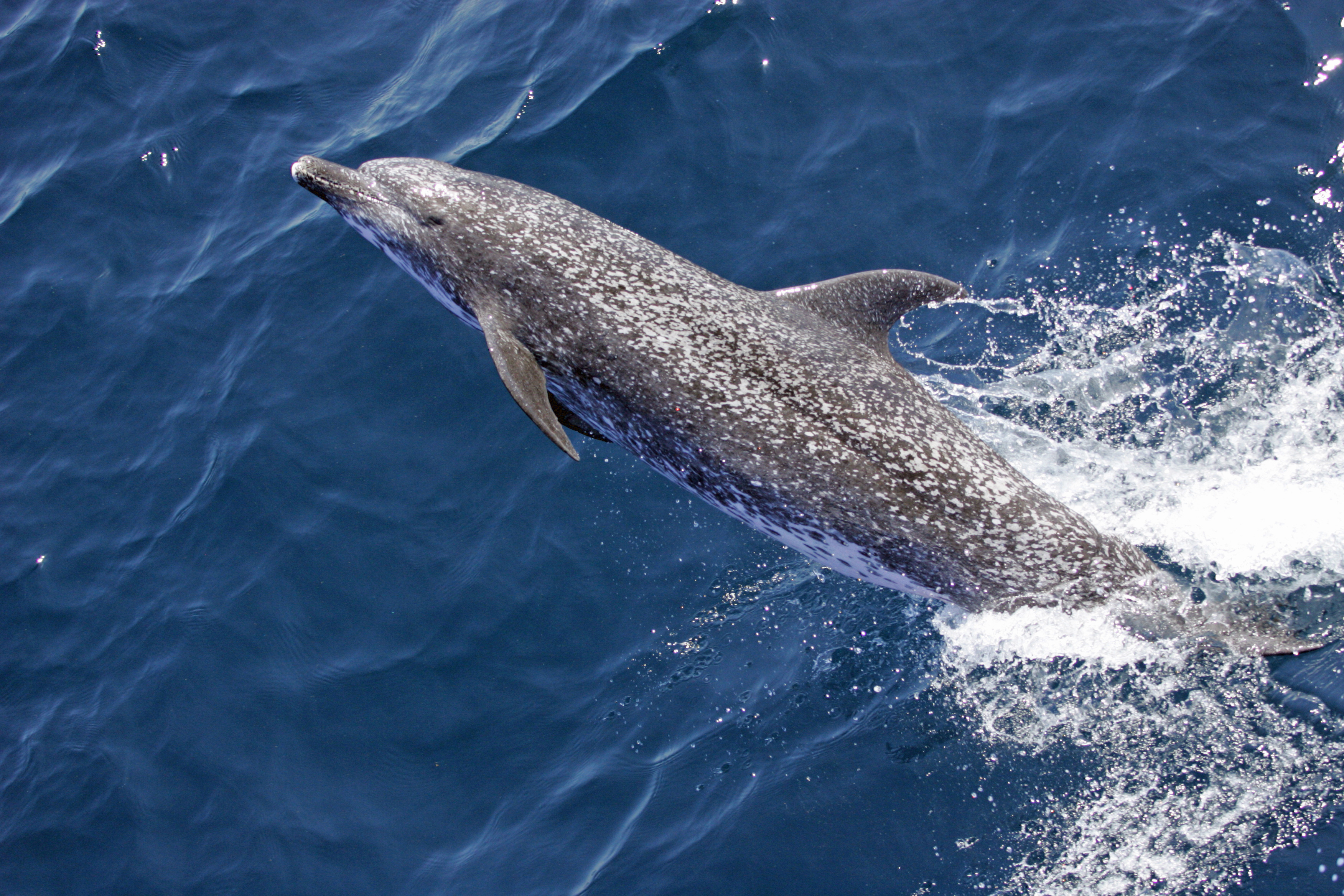
Stenella frontalis dopo lo svezzamento

La colorazione della stenella maculata varia enormemente durante la crescita. Alla nascita presentano il corpo di un grigio uniforme. Dopo lo svezzamento cominciano a comparire le macchie, che sono scure sul ventre e bianche sui fianchi, mentre la pinna dorsale e quella caudale sono di un grigio più scuro rispetto al resto del corpo. L'animale adulto presenta macchie più dense di colore nero che ricoprono tutto il corpo, che assume una colorazione bianca.
Misurano alla nascita 90–110 cm, i maschi adulti sono lunghi 2,26 m e pesano fino a 140 kg mentre le femmine sono lunghe fino a 2,29 m e pesano fino a 130 kg. È un veloce nuotatore ed è capace di compiere spettacolari acrobazie fuori dall'acqua, come per esempio il bow-riding.

## Tassonomia

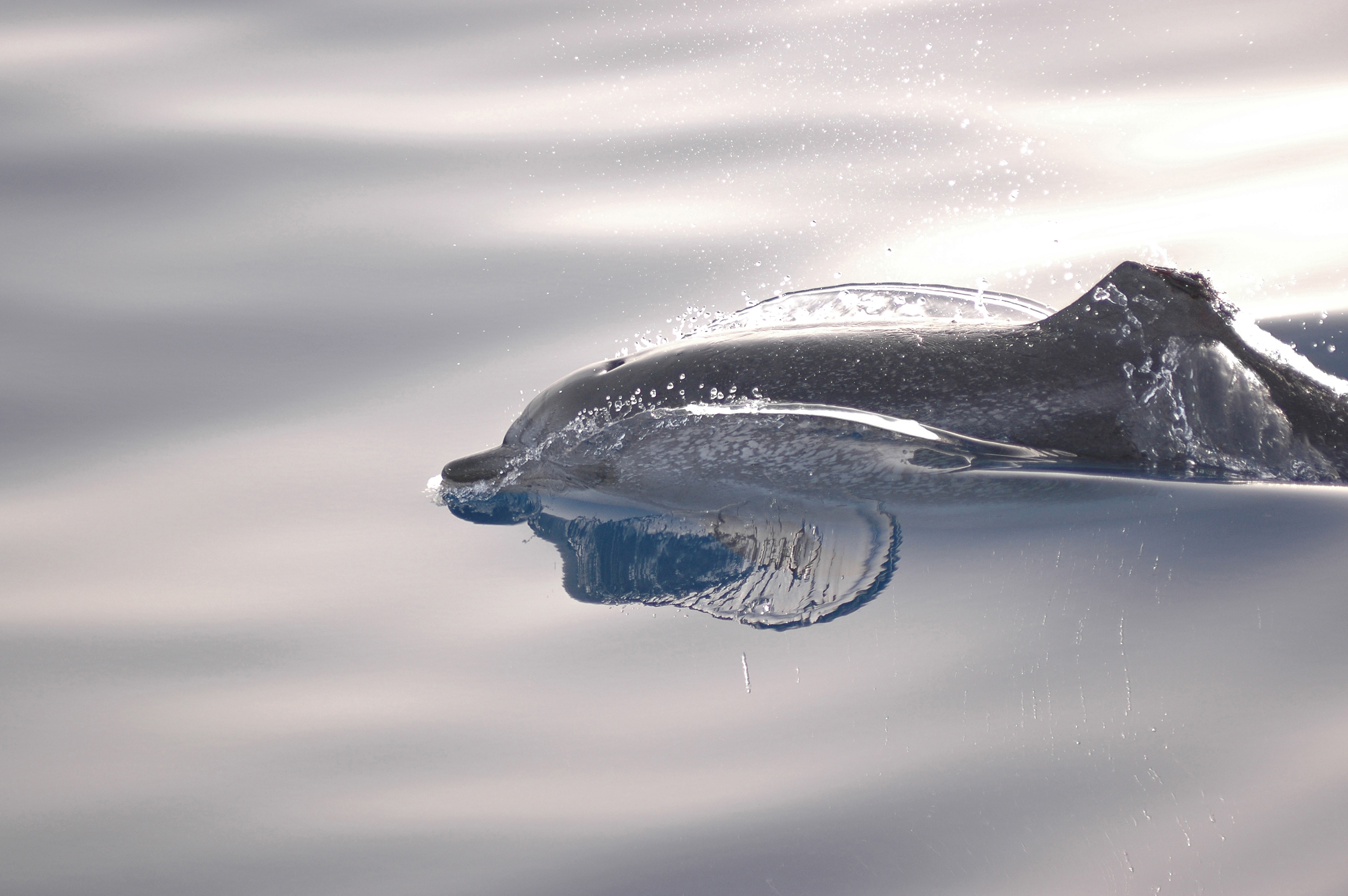
Stenella frontalis, La Gomera

Il primo ad identificarlo fu Georges Cuvier nel 1829. A causa delle considerevoli variazioni morfologiche degli individui di questa specie i tassonomi sono stati per lungo tempo incerti sul corretto inquadramento tassonomico della specie. Attualmente è riconosciuta una sola specie, sebbene sia abbastanza probabile che una variante particolarmente ricca di macchie comunemente trovata vicino alla Florida possa essere classificata come una sottospecie o addirittura come una specie separata.

## Interazione con l'uomo
Alcune stenelle, soprattutto quelle che vivono alle Bahamas, si sono abituate al contatto con gli esseri umani. In queste aree sono comuni crociere per vedere e nuotare con i delfini.
Sono spesso vittime degli arpioni dei pescatori ed ogni anno molte rimangono uccise nei tramagli, delle particolari reti da pesca.